# Metriophasma baculus
Metriophasma baculus är en insektsart som först beskrevs av Degeer 1773.  Metriophasma baculus ingår i släktet Metriophasma och familjen Pseudophasmatidae. Inga underarter finns listade i Catalogue of Life.